# محافظت از رونوشت
محافظت از رونوشت (به انگلیسی: Copy protection) یا حفاظت از محتوا، جلوگیری از کپی یا رونوشت برداری و محدودیت کپی شناخته می شود، اقداماتی را برای اعمال حق چاپ با جلوگیری از تولید مثل نرم‌افزار، فیلم، موسیقی و سایر رسانه ها توصیف می کند.[1]
حفاظت از کپی بیشتر در نوارهای ویدئویی، دی‌وی‌دی، دیسک‌های بلوری دیسک‌های نرم‌افزار رایانه، دیسک‌ها و کارتریج‌های بازی‌های ویدئویی، سی‌دی های صوتی و برخی از وی‌سی‌دی‌ها یافت می شود.
برخی از روش‌های حفاظت از کپی نیز انتقاداتی را به دنبال داشته است زیرا باعث ایجاد ناراحتی برای پرداخت هزینه‌های مصرف‌کننده می‌شود یا به طور مخفیانه نرم‌افزار اضافی یا ناخواسته را برای شناسایی فعالیت‌های کپی روی رایانه مصرف‌کننده نصب می‌کند. مؤثر ساختن محافظت از کپی در حالی که از حقوق مصرف کننده حمایت می‌شود، همچنان مشکل انتشار رسانه‌ها است.